# Sámal Pætursson Lamhauge
Sámal Pætursson Lamhauge (død 1752 i Lamba) var lagmand på Færøerne fra 1706 til 1752.
Lamhauge var færing og svigersøn til den forhenværende lagmand Jóhan Hendrik Weyhe og svigerfar til Hans Jákupsson Debes, der efterfulgte ham i lagmandsembedet.